# 精華町立山田荘小学校
精華町立山田荘小学校（せいかちょうりつ やまだしょうしょうがっこう）は、京都府相楽郡精華町桜が丘二丁目にある町立小学校である。

## 沿革
- 1873年 - 学制に伴い、柘榴（ざくろ）・山田・乾谷に第7小学校・東畑に第6小学校設立。
- 1875年 - 柘榴・山田・乾谷・東畑に尋常小学校設立。
- 1886年 - 山田村・柘榴村・乾谷村組合立尚徳小学校設立。（この年を開校年とする）
- 1892年 - 山田尋常小学校と改称。
- 1922年 - 山田荘尋常小学校東畑分校設立。
- 1941年 - 国民学校令により、山田荘国民学校と改称。
- 1947年 - 山田荘村立山田荘小学校と改称。
- 1951年 - 精華村立山田荘小学校と改称。
- 1955年 - 精華町立山田荘小学校と改称。
- 1970年 - 岩石園完成。
- 1979年 - 特殊学級開設。
- 1986年 - 新校舎移転開校に伴い、国道163号沿いにあった小学校が現在の住所になる。児童数201名。
- 1993年 - 精華町立山田荘小学校東畑分校が独立し、精華町立東光小学校として開校。
- 2006年 - 児童数506名。
- 2016年 - 児童数342名。

## 概要
- 創立してから100年程は自然豊かで田地が広がる長閑な学校であったが、1978年に関西文化学術研究都市に指定されてからは、新興住宅地の桜が丘の開発が進み、1986年に今の校舎に移転してからは、児童数が増え、移転当時、201名であった児童数は開発で増え、1993年には精華町立東光小学校が分離し、約20年で506名になったが徐々に減少し、2016年は342名となる（9月1日現在）。現在、児童の約9割は桜が丘から通学している。

## 校区
精華町柘榴・乾谷・山田・桜が丘

## 児童数
342名（2016)

## 卒業後の進路
- 精華町立精華南中学校

## 周辺の施設
- 精華町立精華南中学校

## 周辺の道路
- 国道163号
- 奈良県道・京都府道52号奈良精華線
- 京都府道328号相楽台桜が丘線

## 校区が隣接している学校
- 精華町立東光小学校
- 精華町立精華台小学校
- 木津川市立木津川台小学校
- 木津川市立相楽小学校
- 木津川市立相楽台小学校
- 木津川市立高の原小学校

以下は奈良県。
- 奈良市立ならやま小中学校
- 奈良市立東登美ヶ丘小学校
- 生駒市立鹿ノ台小学校